# شوكاوية
الشوكاوية أو القردوساوية (الاسم العلمي:Cardueae) هي قبيلة نباتية تتبع فصيلة النجمية من رتبة النجميات.

## عمائر
- شوكينة

## أجناس
- أرقطيون
- الخرشوف (باللاتينية: Cynara)
- ستيزولوفس (باللاتينية: Stizolophus)
- الشبة (باللاتينية: Cyanus)
- الكوزنية (باللاتينية: Cousinia)